# Archandra caspia
Archandra caspia är en skalbaggsart som först beskrevs av Édouard Ménétries 1832.  Archandra caspia ingår i släktet Archandra och familjen långhorningar.
Artens utbredningsområde är:
- Iran.
- Turkmenistan.

Inga underarter finns listade.